# لورنتسو مارسایا
لورنتسو مارسایا (ایتالیایی: Lorenzo Marsaglia؛ زادهٔ ۱۶ نوامبر ۱۹۹۶) شیرجه‌رو اهل ایتالیا است.
وی در مسابقات کشوری و بین‌المللی در مجموع برندهٔ ۱ مدال طلا، ۲ مدال نقره، ۲ مدال برنز شده‌است.